# Loturile pentru Campionatul Mondial de Fotbal 1990
Mai jos sunt loturile pentru  Campionatul Mondial de Fotbal 1990 din Italia. Înlocuirea jucătorilor accidentați în timpul turneului a fost permisă de FIFA. Mulțumită acestei derogări, Anglia și Argentina și-au putut înlocui portarii accidentați. Vârsta și numărul de selecții sunt cele de la data începerii turneului final.

## Grupa A

### Austria
Antrenor principal: Josef Hickersberger
| Nr. | Poz. | Jucător             | Data nașterii (vârsta) | Selecții | Club            |
| --- | ---- | ------------------- | ---------------------- | -------- | --------------- |
| 1   | P    | Klaus Lindenberger  | 28 mai 1957            |          | Swarovski Tirol |
| 2   | F    | Ernst Aigner        | 31 octombrie 1966      |          | Austria Viena   |
| 3   | F    | Robert Pecl         | 15 noiembrie 1965      |          | Rapid Viena     |
| 4   | M    | Anton Pfeffer       | 17 august 1965         |          | Austria Viena   |
| 5   | F    | Peter Schöttel      | 26 martie 1967         |          | Rapid Viena     |
| 6   | M    | Manfred Zsak        | 22 decembrie 1964      |          | Austria Viena   |
| 7   | M    | Kurt Russ           | 23 noiembrie 1964      |          | First Vienna    |
| 8   | F    | Peter Artner        | 20 mai 1966            |          | Admira Wacker   |
| 9   | A    | Toni Polster (c)    | 10 martie 1964         |          | Sevilla         |
| 10  | M    | Manfred Linzmaier   | 27 august 1962         |          | Swarovski Tirol |
| 11  | M    | Alfred Hörtnagl     | 24 septembrie 1966     |          | Swarovski Tirol |
| 12  | M    | Michael Baur        | 16 aprilie 1969        |          | Swarovski Tirol |
| 13  | M    | Andreas Ogris       | 7 octombrie 1964       |          | Austria Viena   |
| 14  | A    | Gerhard Rodax       | 29 august 1965         |          | Admira Wacker   |
| 15  | A    | Christian Keglevits | 29 ianuarie 1961       |          | Rapid Viena     |
| 16  | F    | Andreas Reisinger   | 14 octombrie 1963      |          | Rapid Viena     |
| 17  | M    | Heimo Pfeifenberger | 29 decembrie 1966      |          | Rapid Viena     |
| 18  | F    | Michael Streiter    | 19 ianuarie 1966       |          | Swarovski Tirol |
| 19  | A    | Gerald Glatzmayer   | 14 decembrie 1968      |          | First Vienna    |
| 20  | M    | Andreas Herzog      | 10 septembrie 1968     |          | Rapid Viena     |
| 21  | P    | Michael Konsel      | 6 martie 1962          |          | Rapid Viena     |
| 22  | P    | Otto Konrad         | 1 noiembrie 1964       |          | Sturm Graz      |

### Cehoslovacia
Antrenor principal: Jozef Vengloš
| Nr. | Poz. | Jucător          | Data nașterii (vârsta) | Selecții | Club              |
| --- | ---- | ---------------- | ---------------------- | -------- | ----------------- |
| 1   | P    | Jan Stejskal     | 15 ianuarie 1962       |          | Sparta Praga      |
| 2   | F    | Július Bielik    | 8 martie 1962          |          | Sparta Praga      |
| 3   | F    | Miroslav Kadlec  | 22 iunie 1964          |          | TJ Vítkovice      |
| 4   | M    | Ivan Hašek (c)   | 6 septembrie 1963      |          | Sparta Praga      |
| 5   | F    | Ján Kocian       | 13 martie 1958         |          | St. Pauli         |
| 6   | F    | František Straka | 21 mai 1958            |          | M'gladbach        |
| 7   | M    | Michal Bílek     | 13 aprilie 1965        |          | Sparta Praga      |
| 8   | M    | Jozef Chovanec   | 7 martie 1960          |          | PSV               |
| 9   | M    | Luboš Kubík      | 20 ianuarie 1964       |          | Fiorentina        |
| 10  | A    | Tomáš Skuhravý   | 7 septembrie 1965      |          | Sparta Praga      |
| 11  | M    | Ľubomír Moravčík | 22 iunie 1965          |          | FC Nitra          |
| 12  | M    | Peter Fieber     | 16 mai 1964            |          | Dunajska Streda   |
| 13  | M    | Jiří Němec       | 15 mai 1965            |          | Dukla Praga       |
| 14  | F    | Vladimír Weiss   | 22 septembrie 1964     |          | Inter Bratislava  |
| 15  | F    | Vladimír Kinier  | 6 aprilie 1958         |          | Slovan Bratislava |
| 16  | M    | Viliam Hýravý    | 26 noiembrie 1962      |          | Baník Ostrava     |
| 17  | A    | Ivo Knoflíček    | 23 februarie 1962      |          | St. Pauli         |
| 18  | A    | Milan Luhový     | 1 ianuarie 1963        |          | Gijón             |
| 19  | A    | Stanislav Griga  | 4 noiembrie 1961       |          | Feyenoord         |
| 20  | M    | Václav Němeček   | 25 ianuarie 1967       |          | Sparta Praga      |
| 21  | P    | Luděk Mikloško   | 9 decembrie 1961       |          | West Ham          |
| 22  | P    | Peter Palúch     | 17 februarie 1958      |          | FC Nitra          |

### Italia
Antrenor principal: Azeglio Vicini
| Nr. | Poz. | Jucător              | Data nașterii (vârsta) | Selecții | Club         |
| --- | ---- | -------------------- | ---------------------- | -------- | ------------ |
| 1   | P    | Walter Zenga         | 28 aprilie 1960        | 35       | Inter Milano |
| 2   | F    | Franco Baresi        | 8 mai 1960             | 39       | Milan        |
| 3   | F    | Giuseppe Bergomi (c) | 22 decembrie 1963      | 65       | Inter Milano |
| 4   | F    | Luigi De Agostini    | 7 aprilie 1961         | 24       | Juventus     |
| 5   | F    | Ciro Ferrara         | 11 februarie 1967      | 16       | Napoli       |
| 6   | F    | Riccardo Ferri       | 20 august 1963         | 29       | Inter Milano |
| 7   | F    | Paolo Maldini        | 26 iunie 1968          | 19       | Milan        |
| 8   | F    | Pietro Vierchowod    | 6 aprilie 1959         | 29       | Sampdoria    |
| 9   | M    | Carlo Ancelotti      | 10 iunie 1959          | 22       | Milan        |
| 10  | M    | Nicola Berti         | 14 aprilie 1967        | 11       | Inter Milano |
| 11  | M    | Fernando De Napoli   | 15 martie 1964         | 38       | Napoli       |
| 12  | P    | Stefano Tacconi      | 13 mai 1957            | 5        | Juventus     |
| 13  | M    | Giuseppe Giannini    | 20 august 1964         | 34       | Roma         |
| 14  | M    | Giancarlo Marocchi   | 4 iulie 1965           | 7        | Juventus     |
| 15  | A    | Roberto Baggio       | 18 februarie 1967      | 8        | Fiorentina   |
| 16  | A    | Andrea Carnevale     | 12 ianuarie 1961       | 8        | Napoli       |
| 17  | M    | Roberto Donadoni     | 9 septembrie 1963      | 29       | Milan        |
| 18  | A    | Roberto Mancini      | 27 noiembrie 1964      | 20       | Sampdoria    |
| 19  | A    | Salvatore Schillaci  | 1 decembrie 1964       | 1        | Juventus     |
| 20  | A    | Aldo Serena          | 25 iunie 1960          | 18       | Inter Milano |
| 21  | A    | Gianluca Vialli      | 9 iulie 1964           | 42       | Sampdoria    |
| 22  | P    | Gianluca Pagliuca    | 18 decembrie 1966      | 0        | Sampdoria    |

### Statele Unite
Antrenor principal: Bob Gansler
| Nr. | Poz. | Jucător               | Data nașterii (vârsta) | Selecții | Club                         |
| --- | ---- | --------------------- | ---------------------- | -------- | ---------------------------- |
| 1   | P    | Tony Meola            | 21 februarie 1969      |          | US Soccer Federation         |
| 2   | F    | Steve Trittschuh      | 24 aprilie 1965        |          | Tampa Bay Rowdies            |
| 3   | F    | John Doyle            | 16 martie 1966         |          | San Francisco Bay Blackhawks |
| 4   | F    | Jimmy Banks           | 2 septembrie 1964      |          | Milwaukee Wave               |
| 5   | F    | Mike Windischmann (c) | 6 decembrie 1965       |          | Albany Capitals              |
| 6   | M    | John Harkes           | 8 martie 1967          |          | Albany Capitals              |
| 7   | M    | Tab Ramos             | 21 septembrie 1966     |          | UE Figueres                  |
| 8   | M    | Brian Bliss           | 28 septembrie 1965     |          | Albany Capitals              |
| 9   | A    | Christopher Sullivan  | 18 aprilie 1965        |          | Gyori ETO                    |
| 10  | A    | Peter Vermes          | 21 noiembrie 1966      |          | FC Volendam                  |
| 11  | A    | Eric Wynalda          | 9 iunie 1969           |          | San Francisco Bay Blackhawks |
| 12  | M    | Paul Krumpe           | 4 martie 1963          |          | Real Santa Barbara           |
| 13  | M    | Eric Eichmann         | 7 mai 1965             |          | Fort Lauderdale Strikers     |
| 14  | M    | John Stollmeyer       | 25 octombrie 1962      |          | Washington Stars             |
| 15  | F    | Desmond Armstrong     | 2 noiembrie 1964       |          | Baltimore Blast              |
| 16  | A    | Bruce Murray          | 25 ianuarie 1966       |          | Washington Stars             |
| 17  | F    | Marcelo Balboa        | 8 august 1967          |          | San Diego Sockers            |
| 18  | P    | Kasey Keller          | 29 august 1969         |          | Portland Timbers             |
| 19  | M    | Chris Henderson       | 11 decembrie 1970      |          | UCLA Bruins                  |
| 20  | M    | Paul Caligiuri        | 9 martie 1964          |          | SV Meppen                    |
| 21  | M    | Neil Covone           | 31 august 1969         |          | Wake Forest Demon Deacons    |
| 22  | P    | David Vanole          | 6 februarie 1963       |          | Los Angeles Heat             |

## Grupa B

### Argentina
Antrenor principal: Carlos Bilardo
| Nr. | Poz. | Jucător                | Data nașterii (vârsta) | Selecții | Club               |
| --- | ---- | ---------------------- | ---------------------- | -------- | ------------------ |
| 1   | P    | Nery Pumpido*          | 30 iulie 1957          |          | Betis              |
| 2   | M    | Sergio Batista         | 9 noiembrie 1962       |          | River Plate        |
| 3   | A    | Abel Balbo             | 1 iunie 1966           |          | Udinese            |
| 4   | M    | José Basualdo          | 20 iunie 1963          |          | Stuttgart          |
| 5   | F    | Edgardo Bauza          | 26 ianuarie 1958       |          | CD Veracruz        |
| 6   | M    | Gabriel Calderón       | 7 februarie 1960       |          | PSG                |
| 7   | M    | Jorge Burruchaga       | 9 octombrie 1962       |          | Nantes             |
| 8   | A    | Claudio Caniggia       | 9 ianuarie 1967        |          | Atalanta           |
| 9   | A    | Gustavo Dezotti        | 14 februarie 1964      |          | US Cremonese       |
| 10  | M    | Diego Maradona (c)     | 30 octombrie 1960      |          | Napoli             |
| 11  | F    | Néstor Fabbri          | 29 aprilie 1968        |          | Racing Club        |
| 12  | P    | Sergio Goycochea       | 17 octombrie 1963      |          | Millonarios        |
| 13  | F    | Néstor Lorenzo         | 28 februarie 1966      |          | Bari               |
| 14  | M    | Ricardo Giusti         | 11 decembrie 1956      |          | Independiente      |
| 15  | F    | Pedro Monzón           | 23 februarie 1962      |          | Independiente      |
| 16  | F    | Julio Olarticoechea    | 18 octombrie 1958      |          | Racing Club        |
| 17  | F    | Roberto Néstor Sensini | 12 octombrie 1966      |          | Udinese            |
| 18  | F    | José Serrizuela        | 16 iunie 1962          |          | River Plate        |
| 19  | F    | Oscar Ruggeri          | 26 ianuarie 1962       |          | Real Madrid        |
| 20  | F    | Juan Simón             | 2 martie 1960          |          | Boca Juniors       |
| 21  | M    | Pedro Troglio          | 28 iulie 1965          |          | Lazio              |
| 22  | P    | Fabián Cancelarich     | 20 decembrie 1965      |          | Ferro Carril Oeste |

| Nr. | Poz. | Jucător       | Data nașterii (vârsta) | Selecții | Club        |
| --- | ---- | ------------- | ---------------------- | -------- | ----------- |
| 1   | P    | Ángel Comizzo | 27 aprilie 1962        |          | River Plate |

 *În urma unei rupturi de tibie și peroneu, echipei Argentinei i s-a permis să-l înlocuiască pe Pumpido cu Comizzo, care însă nu a luat loc pe banca de rezerve.

### Camerun
Antrenor principal:  Valeri Nepomniachi
| Nr. | Poz. | Jucător             | Data nașterii (vârsta) | Selecții | Club                |
| --- | ---- | ------------------- | ---------------------- | -------- | ------------------- |
| 1   | P    | Joseph-Antoine Bell | 8 octombrie 1954       |          | Bordeaux            |
| 2   | F    | André Kana-Biyik    | 1 septembrie 1965      |          | Metz                |
| 3   | F    | Jules Onana         | 12 iunie 1964          |          | Yaoundé             |
| 4   | F    | Benjamin Massing    | 20 iunie 1962          |          | Créteil⁠(d)          |
| 5   | F    | Bertin Ebwellé      | 11 septembrie 1962     |          | Tonnerre            |
| 6   | M    | Emmanuel Kundé      | 15 iulie 1956          |          | Prévoyance Yaoundé  |
| 7   | A    | François Omam-Biyik | 21 mai 1966            |          | Stade Laval         |
| 8   | M    | Emile M'Bouh        | 30 mai 1966            |          | Le Havre            |
| 9   | A    | Roger Milla         | 20 mai 1952            |          | JS Saint-Pierroise  |
| 10  | A    | Louis-Paul M'Fédé   | 26 februarie 1962      |          | Yaoundé             |
| 11  | A    | Eugène Ekéké        | 30 mai 1960            |          | Valenciennes        |
| 12  | F    | Alphonse Yombi      | 30 iunie 1969          |          | Yaoundé             |
| 13  | M    | Jean-Claude Pagal   | 15 septembrie 1964     |          | La Roche Vendée     |
| 14  | F    | Stephen Tataw (c)   | 31 martie 1963         |          | Tonnerre            |
| 15  | M    | Thomas Libiih       | 17 noiembrie 1967      |          | Tonnerre            |
| 16  | P    | Thomas N'Kono       | 20 iulie 1956          |          | Espanyol            |
| 17  | F    | Victor N'Dip        | 20 august 1967         |          | Yaoundé             |
| 18  | A    | Bonaventure Djonkep | 20 august 1961         |          | Union Douala        |
| 19  | M    | Roger Feutmba       | 31 octombrie 1968      |          | Union Douala        |
| 20  | M    | Cyrille Makanaky    | 28 iunie 1965          |          | Sporting Toulon Var |
| 21  | M    | Emmanuel Maboang    | 27 noiembrie 1968      |          | Yaoundé             |
| 22  | P    | Jacques Songo'o     | 17 martie 1964         |          | Sporting Toulon Var |

### România
Antrenor principal: Emerich Jenei
| Nr. | Poz. | Jucător          | Data nașterii (vârsta) | Selecții | Club                  |
| --- | ---- | ---------------- | ---------------------- | -------- | --------------------- |
| 1   | P    | Silviu Lung (c)  | 9 septembrie 1956      | 65       | Steaua București      |
| 2   | F    | Mircea Rednic    | 9 aprilie 1962         | 74       | Dinamo                |
| 3   | F    | Michael Klein    | 10 octombrie 1959      | 78       | Dinamo                |
| 4   | F    | Ioan Andone      | 15 martie 1960         | 49       | Dinamo                |
| 5   | F    | Iosif Rotariu    | 27 septembrie 1962     | 11       | Steaua București      |
| 6   | F    | Gheorghe Popescu | 9 octombrie 1967       | 18       | Universitatea Craiova |
| 7   | A    | Marius Lăcătuș   | 5 aprilie 1964         | 38       | Steaua București      |
| 8   | M    | Ioan Sabău       | 12 februarie 1968      | 21       | Dinamo                |
| 9   | A    | Rodion Cămătaru  | 22 iunie 1958          | 74       | Charleroi             |
| 10  | M    | Gheorghe Hagi    | 5 februarie 1965       | 59       | Steaua București      |
| 11  | M    | Dănuț Lupu       | 27 februarie 1967      | 7        | Dinamo                |
| 12  | P    | Bogdan Stelea    | 5 decembrie 1967       | 3        | Dinamo                |
| 13  | F    | Adrian Popescu   | 26 iunie 1960          | 1        | Universitatea Craiova |
| 14  | A    | Florin Răducioiu | 17 martie 1970         | 3        | Dinamo                |
| 15  | M    | Dorin Mateuț     | 5 august 1965          | 45       | Dinamo                |
| 16  | M    | Daniel Timofte   | 1 octombrie 1967       | 4        | Dinamo                |
| 17  | A    | Ilie Dumitrescu  | 6 ianuarie 1969        | 9        | Steaua București      |
| 18  | A    | Gavril Balint    | 3 ianuarie 1963        | 24       | Steaua București      |
| 19  | F    | Emil Săndoi      | 1 martie 1965          | 8        | Universitatea Craiova |
| 20  | M    | Zsolt Muzsnay    | 20 august 1965         | 6        | Steaua București      |
| 21  | M    | Ioan Lupescu     | 9 decembrie 1968       | 4        | Dinamo                |
| 22  | P    | Gheorghe Liliac  | 22 aprilie 1956        | 2        | Petrolul Ploiești     |

### Uniunea Sovietică
Antrenor principal: Valeriy Lobanovskyi
| Nr. | Poz. | Jucător              | Data nașterii (vârsta) | Selecții | Club            |
| --- | ---- | -------------------- | ---------------------- | -------- | --------------- |
| 1   | P    | Rinat Dasayev (c)    | 13 iunie 1957          | 90       | Sevilla         |
| 2   | F    | Volodymyr Bezsonov   | 5 martie 1958          | 77       | Dinamo Kiev     |
| 3   | F    | Vagiz Khidiyatullin  | 3 martie 1959          | 55       | Toulouse        |
| 4   | F    | Oleh Kuznetsov       | 22 martie 1963         | 49       | Dinamo Kiev     |
| 5   | F    | Anatoliy Demyanenko  | 19 februarie 1959      | 79       | Dinamo Kiev     |
| 6   | M    | Vasyl Rats           | 25 aprilie 1961        | 46       | Dinamo Kiev     |
| 7   | M    | Sergei Aleinikov     | 7 noiembrie 1961       | 61       | Juventus        |
| 8   | M    | Gennadiy Lytovchenko | 11 septembrie 1963     | 54       | Dinamo Kiev     |
| 9   | M    | Oleksandr Zavarov    | 20 aprilie 1961        | 38       | Juventus        |
| 10  | A    | Oleh Protasov        | 4 februarie 1964       | 60       | Dinamo Kiev     |
| 11  | A    | Igor Dobrovolski     | 27 august 1967         | 13       | Dinamo Mos.     |
| 12  | A    | Aleksandr Borodyuk   | 30 noiembrie 1962      | 5        | Schalke 04      |
| 13  | F    | Akhrik Tsveiba       | 10 septembrie 1966     | 3        | Dinamo Kiev     |
| 14  | A    | Volodymyr Lyutyi     | 24 aprilie 1962        | 2        | Schalke 04      |
| 15  | M    | Ivan Yaremchuk       | 19 martie 1962         | 16       | Dinamo Kiev     |
| 16  | P    | Viktor Chanov        | 21 iulie 1959          | 21       | Dinamo Kiev     |
| 17  | F    | Andrei Zygmantovich  | 2 decembrie 1962       | 34       | Dinamo Minsk    |
| 18  | M    | Igor Shalimov        | 2 februarie 1969       | 0        | Spartak Moscova |
| 19  | F    | Sergei Fokin         | 26 iulie 1961          | 3        | CSKA Moscova    |
| 20  | F    | Sergei Gorlukovich   | 18 noiembrie 1961      | 15       | Dortmund        |
| 21  | M    | Valeri Broshin       | 19 octombrie 1962      | 2        | CSKA Moscova    |
| 22  | P    | Aleksandr Uvarov     | 13 ianuarie 1960       | 1        | Dinamo Mos.     |

## Grupa C

### Brazilia
Antrenor principal: Sebastião Lazaroni
| Nr. | Poz. | Jucător           | Data nașterii (vârsta) | Selecții | Club            |
| --- | ---- | ----------------- | ---------------------- | -------- | --------------- |
| 1   | P    | Taffarel          | 8 mai 1966             |          | Internacional   |
| 2   | F    | Jorginho          | 17 august 1964         |          | Leverkusen      |
| 3   | F    | Ricardo Gomes (c) | 13 decembrie 1964      |          | Benfica         |
| 4   | M    | Dunga             | 31 octombrie 1963      |          | Fiorentina      |
| 5   | M    | Alemão            | 22 noiembrie 1961      |          | Napoli          |
| 6   | F    | Branco            | 4 aprilie 1964         |          | Porto           |
| 7   | M    | Bismarck          | 11 septembrie 1969     |          | Vasco da Gama   |
| 8   | M    | Valdo             | 12 ianuarie 1964       |          | Benfica         |
| 9   | A    | Careca            | 5 octombrie 1960       |          | Napoli          |
| 10  | M    | Silas             | 27 august 1965         |          | Central Español |
| 11  | A    | Romário           | 29 ianuarie 1966       |          | PSV             |
| 12  | P    | Acácio            | 20 ianuarie 1959       |          | Vasco da Gama   |
| 13  | F    | Carlos Mozer      | 19 septembrie 1960     |          | Marseille       |
| 14  | F    | Aldair            | 30 noiembrie 1965      |          | Benfica         |
| 15  | A    | Müller            | 31 ianuarie 1966       |          | Torino          |
| 16  | A    | Bebeto            | 16 februarie 1964      |          | Vasco da Gama   |
| 17  | A    | Renato Gaúcho     | 9 septembrie 1962      |          | Flamengo        |
| 18  | M    | Mazinho           | 8 aprilie 1966         |          | Vasco da Gama   |
| 19  | F    | Ricardo Rocha     | 11 septembrie 1962     |          | Sao Paulo       |
| 20  | A    | Tita              | 1 aprilie 1958         |          | Vasco da Gama   |
| 21  | F    | Mauro Galvão      | 19 decembrie 1961      |          | Botafogo RJ     |
| 22  | P    | Zé Carlos         | 7 februarie 1962       |          | Flamengo        |

### Costa Rica
Antrenor principal:  Bora Milutinović
| Nr. | Poz. | Jucător                | Data nașterii (vârsta) | Selecții | Club                 |
| --- | ---- | ---------------------- | ---------------------- | -------- | -------------------- |
| 1   | P    | Luis Gabelo Conejo     | 1 ianuarie 1960        |          | AD Ramonense         |
| 2   | F    | Vladimir Quesada       | 12 mai 1966            |          | Deportivo Saprissa   |
| 3   | F    | Róger Flores (c)       | 26 mai 1959            |          | Deportivo Saprissa   |
| 4   | F    | Rónald González Brenes | 8 august 1970          |          | Deportivo Saprissa   |
| 5   | F    | Marvin Obando          | 4 aprilie 1960         |          | CS Herediano         |
| 6   | M    | José Carlos Chaves     | 3 septembrie 1958      |          | LD Alajuelense       |
| 7   | A    | Hernán Medford         | 23 mai 1968            |          | Deportivo Saprissa   |
| 8   | M    | Germán Chavarría       | 19 martie 1958         |          | CS Herediano         |
| 9   | A    | Alexandre Guimarães    | 7 noiembrie 1959       |          | Deportivo Saprissa   |
| 10  | M    | Oscar Ramírez          | 8 decembrie 1964       |          | LD Alajuelense       |
| 11  | A    | Claudio Jara           | 6 mai 1959             |          | CS Herediano         |
| 12  | M    | Róger Gómez            | 7 februarie 1965       |          | CS Cartaginés        |
| 13  | F    | Miguel Davis           | 18 iunie 1966          |          | LD Alajuelense       |
| 14  | M    | Juan Cayasso           | 24 iunie 1961          |          | Deportivo Saprissa   |
| 15  | F    | Rónald Marín           | 2 noiembrie 1962       |          | CS Herediano         |
| 16  | M    | José Jaikel            | 3 aprilie 1966         |          | Deportivo Saprissa   |
| 17  | A    | Roy Myers              | 13 aprilie 1969        |          | AS Limonense         |
| 18  | F    | Geovanny Jara          | 2 iulie 1969           |          | CS Herediano         |
| 19  | M    | Héctor Marchena        | 4 ianuarie 1965        |          | CS Cartaginés        |
| 20  | F    | Mauricio Montero       | 19 octombrie 1963      |          | LD Alajuelense       |
| 21  | P    | Hermidio Barrantes     | 2 septembrie 1964      |          | Municipal Puntarenas |
| 22  | P    | Miguel Segura          | 2 septembrie 1963      |          | Deportivo Saprissa   |

### Scoția
Antrenor principal: Andy Roxburgh
| Nr. | Poz. | Jucător          | Data nașterii (vârsta) | Selecții | Club              |
| --- | ---- | ---------------- | ---------------------- | -------- | ----------------- |
| 1   | P    | Jim Leighton     | 24 iulie 1958          | 55       | Manchester United |
| 2   | F    | Alex McLeish     | 21 ianuarie 1959       | 69       | Aberdeen          |
| 3   | F    | Roy Aitken (c)   | 24 noiembrie 1958      | 53       | Newcastle         |
| 4   | F    | Richard Gough    | 5 aprilie 1962         | 49       | Rangers           |
| 5   | M    | Paul McStay      | 22 octombrie 1964      | 46       | Celtic            |
| 6   | F    | Maurice Malpas   | 3 august 1962          | 34       | Dundee United     |
| 7   | A    | Mo Johnston      | 13 aprilie 1963        | 33       | Rangers           |
| 8   | M    | Jim Bett         | 25 noiembrie 1959      | 24       | Aberdeen          |
| 9   | A    | Ally McCoist     | 24 septembrie 1962     | 23       | Rangers           |
| 10  | M    | Murdo MacLeod    | 24 septembrie 1958     | 14       | Dortmund          |
| 11  | F    | Gary Gillespie   | 5 iulie 1960           | 11       | Liverpool         |
| 12  | P    | Andy Goram       | 13 aprilie 1964        | 9        | Hibernian         |
| 13  | A    | Gordon Durie     | 6 decembrie 1965       | 6        | Chelsea           |
| 14  | A    | Alan McInally    | 10 februarie 1963      | 7        | Bayern            |
| 15  | F    | Craig Levein     | 22 octombrie 1964      | 5        | Hearts            |
| 16  | M    | Stuart McCall    | 10 iunie 1964          | 5        | Everton           |
| 17  | F    | Stewart McKimmie | 27 octombrie 1962      | 4        | Aberdeen          |
| 18  | M    | John Collins     | 31 ianuarie 1968       | 4        | Hibernian         |
| 19  | F    | David McPherson  | 28 ianuarie 1964       | 4        | Hearts            |
| 20  | M    | Gary McAllister  | 25 decembrie 1964      | 3        | Leicester         |
| 21  | M    | Robert Fleck     | 11 august 1965         | 1        | Norwich           |
| 22  | P    | Bryan Gunn       | 22 decembrie 1963      | 1        | Norwich           |

Jucătorilor li s-au acordat numerele în funcție de selecțiile avute la acea dată cu excepția portarului Jim Leighton, care a primit tricoul cu numărul 1.

### Suedia
Antrenor principal: Olle Nordin
| Nr. | Poz. | Jucător           | Data nașterii (vârsta) | Selecții | Club                |
| --- | ---- | ----------------- | ---------------------- | -------- | ------------------- |
| 1   | P    | Sven Andersson    | 6 octombrie 1963       |          | Örgryte             |
| 2   | F    | Jan Eriksson      | 24 august 1967         |          | AIK Solna           |
| 3   | F    | Glenn Hysén (c)   | 30 octombrie 1959      |          | Liverpool           |
| 4   | F    | Peter Larsson     | 8 martie 1961          |          | Ajax                |
| 5   | F    | Roger Ljung       | 8 ianuarie 1966        |          | Young Boys          |
| 6   | F    | Roland Nilsson    | 27 noiembrie 1963      |          | Sheffield Wednesday |
| 7   | F    | Niklas Nyhlén     | 21 martie 1966         |          | Malmö               |
| 8   | F    | Stefan Schwarz    | 18 aprilie 1969        |          | Malmö               |
| 9   | M    | Leif Engqvist     | 30 iulie 1962          |          | Malmö               |
| 10  | M    | Klas Ingesson     | 20 august 1968         |          | Göteborg            |
| 11  | M    | Ulrik Jansson     | 2 februarie 1968       |          | Östers              |
| 12  | P    | Lars Eriksson     | 21 septembrie 1965     |          | Norrköping          |
| 13  | M    | Anders Limpar     | 24 septembrie 1965     |          | US Cremonese        |
| 14  | M    | Joakim Nilsson    | 31 martie 1966         |          | Malmö               |
| 15  | M    | Glenn Strömberg   | 5 ianuarie 1960        |          | Atalanta            |
| 16  | M    | Jonas Thern       | 20 martie 1967         |          | Benfica             |
| 17  | A    | Tomas Brolin      | 29 noiembrie 1969      |          | Norrköping          |
| 18  | A    | Johnny Ekström    | 5 martie 1965          |          | AS Cannes           |
| 19  | M    | Mats Gren         | 20 decembrie 1963      |          | Grasshopper         |
| 20  | A    | Mats Magnusson    | 10 iulie 1963          |          | Benfica             |
| 21  | A    | Stefan Pettersson | 22 martie 1963         |          | Ajax                |
| 22  | P    | Thomas Ravelli    | 13 august 1959         |          | Göteborg            |

## Grupa D

### Columbia
Antrenor principal: Francisco Maturana
| Nr. | Poz. | Jucător               | Data nașterii (vârsta) | Selecții | Club                   |
| --- | ---- | --------------------- | ---------------------- | -------- | ---------------------- |
| 1   | P    | René Higuita          | 27 august 1966         |          | Atlético Nacional      |
| 2   | F    | Andrés Escobar        | 13 martie 1967         |          | Young Boys             |
| 3   | F    | Gildardo Gómez        | 13 octombrie 1963      |          | Atlético Nacional      |
| 4   | F    | Luis Fernando Herrera | 12 iunie 1962          |          | Atlético Nacional      |
| 5   | A    | León Villa            | 12 ianuarie 1960       |          | Atlético Nacional      |
| 6   | F    | José Ricardo Pérez    | 24 octombrie 1963      |          | Atlético Nacional      |
| 7   | A    | Carlos Estrada        | 1 noiembrie 1961       |          | Millonarios            |
| 8   | M    | Gabriel Gómez         | 8 decembrie 1959       |          | Independiente Medellín |
| 9   | A    | Miguel Guerrero       | 7 septembrie 1967      |          | América de Cali        |
| 10  | M    | Carlos Valderrama (c) | 2 septembrie 1961      |          | Montpellier            |
| 11  | M    | Bernardo Redín        | 26 februarie 1963      |          | Deportivo Cali         |
| 12  | P    | Eduardo Niño          | 8 august 1967          |          | Independiente Santa Fe |
| 13  | F    | Carlos Hoyos          | 28 februarie 1962      |          | Atlético Junior        |
| 14  | M    | Leonel Álvarez        | 29 iulie 1965          |          | Atlético Nacional      |
| 15  | F    | Luis Carlos Perea     | 29 decembrie 1963      |          | Atlético Nacional      |
| 16  | A    | Arnoldo Iguarán       | 18 ianuarie 1957       |          | Millonarios            |
| 17  | F    | Geovanis Cassiani     | 10 ianuarie 1970       |          | Millonarios            |
| 18  | F    | Wilmer Cabrera        | 15 septembrie 1967     |          | América de Cali        |
| 19  | M    | Freddy Rincón         | 14 august 1966         |          | América de Cali        |
| 20  | M    | Luis Fajardo          | 18 august 1963         |          | Atlético Nacional      |
| 21  | F    | Alexis Mendoza        | 8 noiembrie 1961       |          | Atlético Junior        |
| 22  | A    | Rubén Darío Hernández | 19 februarie 1965      |          | Millonarios            |

### Emiratele Arabe Unite
Antrenor principal:  Carlos Alberto Parreira
| Nr. | Poz. | Jucător               | Data nașterii (vârsta) | Selecții | Club                   |
| --- | ---- | --------------------- | ---------------------- | -------- | ---------------------- |
| 1   | P    | Abdullah Musa         | 2 martie 1958          |          | Al-Ahli Dubai          |
| 2   | F    | Khalil Ghanim         | 12 noiembrie 1964      |          | Al Khaleej Club        |
| 3   | M    | Ali Thani Jumaa       | 18 august 1968         |          | Al-Sharjah Sports Club |
| 4   | F    | Mubarak Ghanim        | 3 septembrie 1963      |          | Al Khaleej Club        |
| 5   | M    | Abdualla Sultan       | 1 octombrie 1963       |          | Al Khaleej Club        |
| 6   | F    | Abdulrahman Mohamed   | 1 octombrie 1963       |          | Al Nasr SC (Dubai)     |
| 7   | A    | Fahad Khamees (c)     | 24 ianuarie 1962       |          | Al Wasl FC             |
| 8   | M    | Khalid Ismaïl         | 7 iulie 1965           |          | Al Nasr SC (Dubai)     |
| 9   | A    | Abdulaziz Mohamed     | 12 decembrie 1965      |          | Al-Sharjah Sports Club |
| 10  | A    | Adnan Al Talyani      | 30 octombrie 1964      |          | Al-Shaab (UAE)         |
| 11  | A    | Zuhair Bakhit         | 13 iulie 1967          |          | Al Wasl FC             |
| 12  | M    | Hussain Ghuloum       | 24 septembrie 1969     |          | Al-Sharjah Sports Club |
| 13  | M    | Hassan Mohamed        | 23 august 1962         |          | Al Wasl FC             |
| 14  | M    | Nasir Khamees         | 2 august 1965          |          | Al Wasl FC             |
| 15  | F    | Ibrahim Meer          | 16 iulie 1967          |          | Al-Sharjah Sports Club |
| 16  | F    | Mohamed Salim         | 13 ianuarie 1968       |          | Al-Ahli Dubai          |
| 17  | P    | Muhsin Musabah        | 1 octombrie 1964       |          | Al-Sharjah Sports Club |
| 18  | M    | Fahad Abdulrahman     | 10 octombrie 1962      |          | Al Wasl FC             |
| 19  | F    | Eissa Meer            | 16 iulie 1967          |          | Al-Sharjah Sports Club |
| 20  | F    | Yousuf Hussain        | 8 iulie 1965           |          | Al-Sharjah Sports Club |
| 21  | F    | Abdulrahman Al-Haddad | 23 martie 1966         |          | Al-Sharjah Sports Club |
| 22  | P    | Abdulqadir Hassan     | 15 aprilie 1962        |          | Al-Shabab Dubai        |

### Germania de Vest
Antrenor principal: Franz Beckenbauer
| Nr. | Poz. | Jucător             | Data nașterii (vârsta) | Selecții | Club                |
| --- | ---- | ------------------- | ---------------------- | -------- | ------------------- |
| 1   | P    | Bodo Illgner        | 7 aprilie 1967         | 15       | Köln                |
| 2   | F    | Stefan Reuter       | 16 octombrie 1966      | 16       | Bayern              |
| 3   | F    | Andreas Brehme      | 9 noiembrie 1960       | 51       | Inter Milano        |
| 4   | F    | Jürgen Kohler       | 6 octombrie 1965       | 27       | Bayern              |
| 5   | F    | Klaus Augenthaler   | 26 septembrie 1957     | 20       | Bayern              |
| 6   | F    | Guido Buchwald      | 24 ianuarie 1961       | 32       | Stuttgart           |
| 7   | M    | Pierre Littbarski   | 16 aprilie 1960        | 67       | Köln                |
| 8   | M    | Thomas Häßler       | 30 mai 1966            | 12       | Köln                |
| 9   | A    | Rudi Völler         | 13 aprilie 1960        | 63       | Roma                |
| 10  | M    | Lothar Matthäus (c) | 21 martie 1961         | 74       | Inter Milano        |
| 11  | A    | Frank Mill          | 23 iulie 1958          | 17       | Dortmund            |
| 12  | P    | Raimond Aumann      | 12 octombrie 1963      | 3        | Bayern              |
| 13  | A    | Karl-Heinz Riedle   | 16 septembrie 1965     | 6        | Werder Bremen       |
| 14  | F    | Thomas Berthold     | 12 noiembrie 1964      | 35       | Roma                |
| 15  | M    | Uwe Bein            | 26 septembrie 1960     | 6        | Eintracht Frankfurt |
| 16  | F    | Paul Steiner        | 23 ianuarie 1957       | 1        | Köln                |
| 17  | M    | Andreas Möller      | 2 septembrie 1967      | 10       | Dortmund            |
| 18  | A    | Jürgen Klinsmann    | 30 iulie 1964          | 18       | Inter Milano        |
| 19  | F    | Hans Pflügler       | 27 martie 1960         | 10       | Bayern              |
| 20  | M    | Olaf Thon           | 1 mai 1966             | 33       | Bayern              |
| 21  | M    | Günter Hermann      | 5 decembrie 1960       | 2        | Werder Bremen       |
| 22  | P    | Andreas Köpke       | 12 martie 1962         | 1        | Nürnberg            |

### Iugoslavia
Antrenor principal: Ivica Osim
| Nr. | Poz. | Jucător             | Data nașterii (vârsta) | Selecții | Club                |
| --- | ---- | ------------------- | ---------------------- | -------- | ------------------- |
| 1   | P    | Tomislav Ivković    | 11 august 1960         | 26       | Sporting            |
| 2   | F    | Vujadin Stanojković | 10 septembrie 1963     | 16       | Partizan Belgrad    |
| 3   | F    | Predrag Spasić      | 29 septembrie 1965     | 18       | Partizan Belgrad    |
| 4   | F    | Zoran Vulić         | 4 octombrie 1961       | 15       | Mallorca            |
| 5   | F    | Faruk Hadžibegić    | 7 octombrie 1957       | 45       | Sochaux             |
| 6   | F    | Davor Jozić         | 22 septembrie 1960     | 17       | Cesena              |
| 7   | M    | Dragoljub Brnović   | 2 noiembrie 1963       | 20       | Metz                |
| 8   | M    | Safet Sušić         | 13 aprilie 1955        | 47       | PSG                 |
| 9   | A    | Darko Pančev        | 7 septembrie 1965      | 14       | Steaua Roșie        |
| 10  | M    | Dragan Stojković    | 3 martie 1965          | 33       | Steaua Roșie        |
| 11  | A    | Zlatko Vujović (c)  | 26 august 1958         | 63       | PSG                 |
| 12  | P    | Fahrudin Omerović   | 26 august 1961         | 0        | Partizan Belgrad    |
| 13  | M    | Srečko Katanec      | 16 iulie 1963          | 26       | Sampdoria           |
| 14  | A    | Alen Bokšić         | 21 ianuarie 1970       | 0        | Hajduk Split        |
| 15  | M    | Robert Prosinečki   | 12 ianuarie 1969       | 7        | Steaua Roșie        |
| 16  | M    | Refik Šabanadžović  | 2 august 1965          | 4        | Steaua Roșie        |
| 17  | F    | Robert Jarni        | 26 octombrie 1968      | 1        | Hajduk Split        |
| 18  | F    | Mirsad Baljić       | 4 martie 1962          | 28       | Sion                |
| 19  | A    | Dejan Savićević     | 15 septembrie 1966     | 13       | Steaua Roșie        |
| 20  | A    | Davor Šuker         | 1 ianuarie 1968        | 0        | Dinamo Zagreb       |
| 21  | F    | Andrej Panadić      | 9 martie 1969          | 3        | Dinamo Zagreb       |
| 22  | P    | Dragoje Leković     | 21 noiembrie 1967      | 3        | Budućnost Podgorica |

## Grupa E

### Belgia
Antrenor principal: Guy Thys
| Nr. | Poz. | Jucător               | Data nașterii (vârsta) | Selecții | Club           |
| --- | ---- | --------------------- | ---------------------- | -------- | -------------- |
| 1   | P    | Michel Preud'homme    | 24 ianuarie 1959       |          | Mechelen       |
| 2   | F    | Eric Gerets           | 18 mai 1954            |          | PSV            |
| 3   | F    | Philippe Albert       | 10 august 1967         |          | Mechelen       |
| 4   | F    | Lei Clijsters         | 6 noiembrie 1956       |          | Mechelen       |
| 5   | M    | Bruno Versavel        | 27 august 1967         |          | Mechelen       |
| 6   | F    | Marc Emmers           | 25 februarie 1966      |          | Mechelen       |
| 7   | F    | Stéphane Demol        | 11 martie 1966         |          | Porto          |
| 8   | M    | Franky Van Der Elst   | 30 aprilie 1961        |          | Club Brugge    |
| 9   | A    | Marc Degryse          | 4 septembrie 1965      |          | Anderlecht     |
| 10  | M    | Enzo Scifo            | 19 februarie 1966      |          | Auxerre        |
| 11  | A    | Jan Ceulemans (c)     | 28 februarie 1957      |          | Club Brugge    |
| 12  | P    | Gilbert Bodart        | 2 septembrie 1962      |          | Standard Liege |
| 13  | F    | Georges Grün          | 25 ianuarie 1962       |          | Anderlecht     |
| 14  | A    | Nico Claesen          | 7 octombrie 1962       |          | Antwerp        |
| 15  | M    | Jean-François De Sart | 18 decembrie 1961      |          | RFC de Liège   |
| 16  | F    | Michel De Wolf        | 19 ianuarie 1958       |          | Kortrijk       |
| 17  | F    | Pascal Plovie         | 7 mai 1965             |          | Club Brugge    |
| 18  | M    | Lorenzo Staelens      | 30 aprilie 1964        |          | Club Brugge    |
| 19  | A    | Marc Van Der Linden   | 4 februarie 1964       |          | Anderlecht     |
| 20  | P    | Filip De Wilde        | 5 iulie 1964           |          | Anderlecht     |
| 21  | M    | Marc Wilmots          | 22 februarie 1969      |          | Mechelen       |
| 22  | M    | Patrick Vervoort      | 17 ianuarie 1965       |          | Anderlecht     |

### Coreea de Sud
Antrenor principal:  Lee Hoe-taik
| Nr. | Poz. | Jucător             | Data nașterii (vârsta) | Selecții | Club                  |
| --- | ---- | ------------------- | ---------------------- | -------- | --------------------- |
| 1   | P    | Kim Poong-joo       | 1 octombrie 1961       |          | Busan I'Park          |
| 2   | F    | Park Kyung-hoon     | 19 ianuarie 1961       |          | Pohang Steelers       |
| 3   | F    | Choi Kang-hee       | 12 aprilie 1959        |          | Ulsan Hyundai FC      |
| 4   | M    | Yoon Deok-yeo       | 25 martie 1961         |          | Ulsan Hyundai FC      |
| 5   | F    | Chung Yong-hwan (c) | 10 februarie 1960      |          | Busan I'Park          |
| 6   | M    | Lee Tae-ho          | 29 ianuarie 1961       |          | Busan I'Park          |
| 7   | F    | Noh Soo-jin         | 10 februarie 1962      |          | Jeju United FC        |
| 8   | A    | Chung Hae-won       | 1 iulie 1959           |          | Busan I'Park          |
| 9   | A    | Hwangbo Kwan        | 1 martie 1965          |          | Jeju United FC        |
| 10  | M    | Lee Sang-yoon       | 10 aprilie 1969        |          | Seongnam Ilhwa Chunma |
| 11  | A    | Byun Byung-joo      | 26 aprilie 1961        |          | Ulsan Hyundai FC      |
| 12  | M    | Lee Heung-sil       | 10 iulie 1961          |          | Pohang Steelers       |
| 13  | F    | Chung Jong-soo      | 27 martie 1961         |          | Ulsan Hyundai FC      |
| 14  | M    | Choi Soon-ho        | 10 ianuarie 1961       |          | FC Seoul              |
| 15  | F    | Cho Min-kook        | 5 iulie 1963           |          | FC Seoul              |
| 16  | M    | Kim Joo-sung        | 17 ianuarie 1966       |          | Busan I'Park          |
| 17  | F    | Gu Sang-bum         | 15 iunie 1964          |          | FC Seoul              |
| 18  | A    | Hwang Sun-hong      | 14 iulie 1968          |          | Konkuk University     |
| 19  | P    | Jeong Gi-dong       | 13 mai 1961            |          | Pohang Steelers       |
| 20  | F    | Hong Myung-bo       | 12 februarie 1969      |          | Korea University      |
| 21  | P    | Choi In-young       | 5 martie 1962          |          | Ulsan Hyundai FC      |
| 22  | M    | Lee Young-jin       | 27 octombrie 1963      |          | FC Seoul              |

### Spania
Antrenor principal: Luis Suárez
| Nr. | Poz. | Jucător                | Data nașterii (vârsta) | Selecții | Club            |
| --- | ---- | ---------------------- | ---------------------- | -------- | --------------- |
| 1   | P    | Andoni Zubizarreta     | 23 octombrie 1961      | 49       | Barcelona       |
| 2   | F    | Chendo                 | 12 octombrie 1961      | 17       | Real Madrid     |
| 3   | F    | Manuel Jiménez         | 21 ianuarie 1964       | 13       | Sevilla         |
| 4   | F    | Genar Andrinúa         | 9 mai 1964             | 24       | Athletic Bilbao |
| 5   | F    | Manuel Sanchís         | 23 mai 1965            | 30       | Real Madrid     |
| 6   | M    | Rafael Martín Vázquez  | 25 septembrie 1965     | 22       | Real Madrid     |
| 7   | A    | Miguel Pardeza         | 8 februarie 1965       | 4        | Zaragoza        |
| 8   | F    | Quique                 | 2 februarie 1965       | 11       | Valencia        |
| 9   | A    | Emilio Butragueño (c)  | 22 iulie 1963          | 49       | Real Madrid     |
| 10  | M    | Fernando               | 11 septembrie 1965     | 2        | Valencia        |
| 11  | M    | Francisco Villarroya   | 6 august 1966          | 7        | Zaragoza        |
| 12  | F    | Rafael Alkorta         | 16 septembrie 1968     | 1        | Athletic Bilbao |
| 13  | P    | Juan Carlos Ablanedo   | 2 septembrie 1963      | 2        | Gijón           |
| 14  | F    | Alberto Górriz         | 16 februarie 1958      | 8        | Real Sociedad   |
| 15  | M    | Roberto                | 5 iulie 1962           | 22       | Barcelona       |
| 16  | M    | José Mari Bakero       | 11 februarie 1963      | 11       | Barcelona       |
| 17  | F    | Fernando Hierro        | 23 martie 1968         | 2        | Real Madrid     |
| 18  | M    | Rafael Paz             | 2 august 1965          | 3        | Sevilla         |
| 19  | A    | Julio Salinas          | 11 septembrie 1962     | 26       | Barcelona       |
| 20  | A    | Manolo                 | 17 ianuarie 1965       | 13       | Atlético Madrid |
| 21  | M    | Míchel                 | 23 martie 1963         | 44       | Real Madrid     |
| 22  | P    | José Manuel Ochotorena | 16 ianuarie 1961       | 1        | Valencia        |

### Uruguay
Antrenor principal: Óscar Tabárez
| Nr. | Poz. | Jucător              | Data nașterii (vârsta) | Selecții | Club              |
| --- | ---- | -------------------- | ---------------------- | -------- | ----------------- |
| 1   | P    | Fernando Álvez       | 4 septembrie 1959      |          | Peñarol           |
| 2   | F    | Nelson Gutiérrez     | 13 aprilie 1962        |          | Hellas Verona     |
| 3   | F    | Hugo de León         | 27 februarie 1958      |          | River Plate       |
| 4   | F    | José Oscar Herrera   | 17 iunie 1965          |          | UE Figueres       |
| 5   | M    | José Perdomo         | 5 ianuarie 1965        |          | Genoa             |
| 6   | F    | Alfonso Domínguez    | 24 septembrie 1965     |          | Peñarol           |
| 7   | A    | Antonio Alzamendi    | 7 iunie 1956           |          | CD Logroñés       |
| 8   | M    | Santiago Ostolaza    | 10 iulie 1962          |          | Cruz Azul         |
| 9   | M    | Enzo Francescoli (c) | 12 noiembrie 1961      |          | Marseille         |
| 10  | M    | Rubén Paz            | 8 august 1959          |          | Genoa             |
| 11  | A    | Rubén Sosa           | 25 aprilie 1966        |          | Lazio             |
| 12  | P    | Eduardo Pereira      | 21 martie 1954         |          | Independiente     |
| 13  | F    | Daniel Revelez       | 30 septembrie 1959     |          | Club Nacional     |
| 14  | F    | José Pintos Saldanha | 25 martie 1964         |          | Club Nacional     |
| 15  | M    | Gabriel Correa       | 13 ianuarie 1968       |          | Peñarol           |
| 16  | M    | Pablo Bengoechea     | 27 iunie 1965          |          | Sevilla           |
| 17  | A    | Sergio Martínez      | 15 februarie 1969      |          | Defensor Sporting |
| 18  | A    | Carlos Aguilera      | 21 septembrie 1964     |          | Genoa             |
| 19  | A    | Daniel Fonseca       | 13 septembrie 1969     |          | Club Nacional     |
| 20  | M    | Rubén Pereira        | 28 ianuarie 1968       |          | Danubio FC        |
| 21  | M    | William Castro       | 22 mai 1962            |          | Club Nacional     |
| 22  | P    | Javier Zeoli         | 2 mai 1962             |          | Danubio FC        |

## Grupa F

### Egipt
Antrenor principal: Mahmoud El-Gohary
| Nr. | Poz. | Jucător              | Data nașterii (vârsta) | Selecții | Club         |
| --- | ---- | -------------------- | ---------------------- | -------- | ------------ |
| 1   | P    | Ahmed Shobair        | 28 septembrie 1960     |          | Al Ahly      |
| 2   | F    | Ibrahim Hassan       | 10 august 1966         |          | Al Ahly      |
| 3   | F    | Rabie Yassin         | 7 septembrie 1960      |          | Al Ahly      |
| 4   | F    | Hany Ramzy           | 10 martie 1969         |          | Al Ahly      |
| 5   | F    | Hesham Yakan         | 10 august 1962         |          | Zamalek      |
| 6   | F    | Ashraf Kasem         | 25 iulie 1966          |          | Zamalek      |
| 7   | A    | Ismail Youssef       | 28 iunie 1964          |          | Zamalek      |
| 8   | M    | Magdi Abdelghani     | 27 iulie 1959          |          | Beira-Mar    |
| 9   | A    | Hossam Hassan        | 10 august 1966         |          | Al Ahly      |
| 10  | M    | Gamal Abdelhamid (c) | 24 noiembrie 1957      |          | Zamalek      |
| 11  | A    | Tarek Soliman        | 24 ianuarie 1962       |          | Al Masry     |
| 12  | M    | Taher Abouzaid       | 10 aprilie 1962        |          | Al Ahly      |
| 13  | F    | Ahmed Ramzy          | 25 octombrie 1965      |          | Zamalek      |
| 14  | M    | Alaa Maihoub         | 19 ianuarie 1963       |          | Al Ahly      |
| 15  | M    | Saber Eid            | 1 mai 1959             |          | El Mahallah  |
| 16  | M    | Magdy Tolba          | 24 februarie 1964      |          | PAOK         |
| 17  | A    | Ayman Shawky         | 9 decembrie 1962       |          | Al Ahly      |
| 18  | M    | Osama Oraby          | 22 ianuarie 1962       |          | Al Ahly      |
| 19  | A    | Adel Abdelrahman     | 11 decembrie 1967      |          | Al Ahly      |
| 20  | M    | Ahmed El-Kass        | 8 iulie 1965           |          | Al Olympi⁠(d) |
| 21  | P    | Ayman Taher          | 7 ianuarie 1966        |          | Zamalek      |
| 22  | P    | Thabet El-Batal      | 16 septembrie 1953     |          | Al Ahly      |

### Anglia
Antrenor principal: Bobby Robson
| Nr. | Poz. | Jucător          | Data nașterii (vârsta) | Selecții | Club              |
| --- | ---- | ---------------- | ---------------------- | -------- | ----------------- |
| 1   | P    | Peter Shilton    | 18 septembrie 1949     | 118      | Derby             |
| 2   | F    | Gary Stevens     | 27 martie 1963         | 39       | Rangers           |
| 3   | F    | Stuart Pearce    | 24 aprilie 1962        | 24       | Nottingham Forest |
| 4   | M    | Neil Webb        | 30 iulie 1962          | 24       | Manchester United |
| 5   | F    | Des Walker       | 26 noiembrie 1965      | 18       | Nottingham Forest |
| 6   | F    | Terry Butcher    | 28 decembrie 1958      | 72       | Rangers           |
| 7   | M    | Bryan Robson (c) | 11 ianuarie 1957       | 85       | Manchester United |
| 8   | M    | Chris Waddle     | 14 decembrie 1960      | 52       | Marseille         |
| 9   | A    | Peter Beardsley  | 18 ianuarie 1961       | 40       | Liverpool         |
| 10  | A    | Gary Lineker     | 30 noiembrie 1960      | 51       | Tottenham         |
| 11  | M    | John Barnes      | 7 noiembrie 1963       | 53       | Liverpool         |
| 12  | F    | Paul Parker      | 4 aprilie 1964         | 5        | QPR               |
| 13  | P    | Chris Woods      | 14 noiembrie 1959      | 16       | Rangers           |
| 14  | F    | Mark Wright      | 1 august 1963          | 24       | Derby             |
| 15  | F    | Tony Dorigo      | 31 decembrie 1965      | 3        | Chelsea           |
| 16  | M    | Steve McMahon    | 20 august 1961         | 12       | Liverpool         |
| 17  | M    | David Platt      | 10 iunie 1966          | 5        | Aston Villa       |
| 18  | M    | Steve Hodge      | 25 octombrie 1962      | 22       | Nottingham Forest |
| 19  | M    | Paul Gascoigne   | 27 mai 1967            | 11       | Tottenham         |
| 20  | M    | Trevor Steven    | 21 septembrie 1963     | 26       | Rangers           |
| 21  | A    | Steve Bull       | 28 martie 1965         | 7        | Wolves            |
| *22 | P    | David Seaman     | 19 septembrie 1963     | 2        | QPR               |
| *22 | P    | Dave Beasant     | 20 martie 1959         | 2        | Chelsea           |

* David Seaman s-a accidentat după primele meciuri și a fost înlocuit de Dave Beasant.

### Irlanda
Antrenor principal:  Jack Charlton
| Nr. | Poz. | Jucător           | Data nașterii (vârsta) | Selecții | Club                |
| --- | ---- | ----------------- | ---------------------- | -------- | ------------------- |
| 1   | P    | Packie Bonner     | 24 mai 1960            | 38       | Celtic              |
| 2   | F    | Chris Morris      | 24 decembrie 1963      | 21       | Celtic              |
| 3   | F    | Steve Staunton    | 19 ianuarie 1969       | 13       | Liverpool           |
| 4   | F    | Mick McCarthy (c) | 7 februarie 1959       | 42       | Millwall            |
| 5   | F    | Kevin Moran       | 29 aprilie 1956        | 55       | Blackburn Rovers    |
| 6   | M    | Ronnie Whelan     | 25 septembrie 1961     | 38       | Liverpool           |
| 7   | F    | Paul McGrath      | 4 decembrie 1959       | 36       | Aston Villa         |
| 8   | M    | Ray Houghton      | 9 ianuarie 1962        | 29       | Liverpool           |
| 9   | A    | John Aldridge     | 18 septembrie 1958     | 30       | Real Sociedad       |
| 10  | A    | Tony Cascarino    | 1 septembrie 1962      | 21       | Aston Villa         |
| 11  | M    | Kevin Sheedy      | 21 octombrie 1959      | 28       | Everton             |
| 12  | F    | David O'Leary     | 2 mai 1958             | 51       | Arsenal             |
| 13  | M    | Andy Townsend     | 23 iulie 1963          | 12       | Norwich             |
| 14  | F    | Chris Hughton     | 11 decembrie 1959      | 50       | Tottenham           |
| 15  | A    | Bernie Slaven     | 13 noiembrie 1960      | 4        | Middlesbrough       |
| 16  | M    | John Sheridan     | 1 octombrie 1964       | 8        | Sheffield Wednesday |
| 17  | A    | Niall Quinn       | 6 octombrie 1966       | 15       | Manchester City     |
| 18  | A    | Frank Stapleton   | 10 iulie 1956          | 71       | Blackburn Rovers    |
| 19  | A    | David Kelly       | 25 noiembrie 1965      | 6        | Leicester           |
| 20  | F    | John Byrne        | 1 februarie 1961       | 19       | Le Havre            |
| 21  | M    | Alan McLoughlin   | 20 aprilie 1967        | 1        | Swindon Town        |
| 22  | P    | Gerry Peyton      | 20 mai 1956            | 28       | Bournemouth         |

*Niall Quinn a fost înregistrat ca al treilea portar al Irlandei, deși el era atacant.

### Țările de Jos
Antrenor principal: Leo Beenhakker
| Nr. | Poz. | Jucător            | Data nașterii (vârsta) | Selecții | Club       |
| --- | ---- | ------------------ | ---------------------- | -------- | ---------- |
| 1   | P    | Hans van Breukelen | 4 octombrie 1956       | 52       | PSV        |
| 2   | F    | Berry van Aerle    | 8 decembrie 1962       | 22       | PSV        |
| 3   | M    | Frank Rijkaard     | 30 septembrie 1962     | 42       | Milan      |
| 4   | F    | Ronald Koeman      | 21 martie 1963         | 43       | Barcelona  |
| 5   | F    | Adri van Tiggelen  | 16 iunie 1957          | 40       | Anderlecht |
| 6   | M    | Jan Wouters        | 17 iulie 1960          | 30       | Ajax       |
| 7   | M    | Erwin Koeman       | 20 septembrie 1961     | 23       | Mechelen   |
| 8   | M    | Gerald Vanenburg   | 5 martie 1964          | 36       | PSV        |
| 9   | A    | Marco van Basten   | 31 octombrie 1964      | 35       | Milan      |
| 10  | M    | Ruud Gullit (c)    | 1 septembrie 1962      | 44       | Milan      |
| 11  | M    | Richard Witschge   | 20 septembrie 1969     | 4        | Ajax       |
| 12  | A    | Wim Kieft          | 12 noiembrie 1962      | 27       | PSV        |
| 13  | F    | Graeme Rutjes      | 26 martie 1960         | 7        | Mechelen   |
| 14  | M    | John van 't Schip  | 30 noiembrie 1963      | 22       | Ajax       |
| 15  | M    | Bryan Roy          | 12 februarie 1970      | 2        | Ajax       |
| 16  | P    | Joop Hiele         | 25 decembrie 1958      | 6        | Feyenoord  |
| 17  | A    | Hans Gillhaus      | 5 noiembrie 1963       | 2        | Aberdeen   |
| 18  | F    | Henk Fräser        | 7 iulie 1966           | 2        | Roda       |
| 19  | A    | John van Loen      | 4 februarie 1965       | 6        | Roda       |
| 20  | M    | Aron Winter        | 1 martie 1967          | 11       | Ajax       |
| 21  | F    | Danny Blind        | 1 august 1961          | 5        | Ajax       |
| 22  | P    | Stanley Menzo      | 15 octombrie 1963      | 1        | Ajax       |

## Legături externe
- en  Campionatul Mondial pe site-ul Planet World Cup